# Caroperla pacifica
Caroperla pacifica är en bäcksländeart som beskrevs av Kohno 1946. Caroperla pacifica ingår i släktet Caroperla och familjen jättebäcksländor. Inga underarter finns listade i Catalogue of Life.